# Elio Di Rupo
Elio di Rupo (Morlanwelz, 18 de julho de 1951) é um político social-democrata belga e, de 6 de dezembro de 2011 a 11 de outubro de 2014 foi Primeiro-ministro do país. Elio Di Rupo é também líder do Partido Socialista e foi formateur (equivalente ao cargo de Primeiro-Ministro indigitado) do governo, de Maio de 2011 até a posse como Primeiro-ministro em Dezembro do mesmo ano. 

## Infância e estudos
Filho de imigrantes italianos, Elio Di Rupo nasceu numa família pobre em Morlanwelz, sua família é originária da pequena cidade de San Valentino in Abruzzo Citeriore na região nos Abruzzos. Seu pai morre de um acidente de carro em Julho de 1952. Sua mãe sozinha cuida dos sete filhos. De meios muito modestos, ele entende muito cedo que é através da educação que conseguem construir um futuro. Sua carreira lhe permite completar seu Doutoramento em química na Universidade de Mons-Hainaut, na qual ele posteriormente exerceu um mandato como conselheiro administrativo. Durante os seus estudos, o jovem Elio Di Rupo começa a construir uma consciência política. Era activo no Partido Socialista (Bélgica), na qual ele disse que encontrou eco em seus ideais humanistas de justiça social e liberdade individual.

## Carreira política
Seu partido foi o segundo mais votado nas eleições gerais de 2010, sendo o mais popular nas regiões francófonas da Valónia e de Bruxelas. Di Rupo negocia a formação da nova coalizão de governo com o partido conservador nacionalista flamengo N-VA, de Bart De Wever.
Elio Di Rupo é um político extremamente popular e carismático. 

## Vida pessoal
Em 1996, no contexto do trauma do caso Dutroux, Elio Di Rupo é acusado de pedofilia; essa acusação, retransmitida "por certos meios de comunicação" é, em última análise sem fundamento e parece estar relacionada com um complô para o desestabilizar. Elio Di Rupo discute abertamente da sua homossexualidade. Na Bélgica, continua a ser um dos principais políticos belgas de alto escalão a o ter feito.
Em 2011, Elio Di Rupo tornou-se o segundo chefe de governo publicamente homossexual da história (e o primeiro do sexo masculino), depois da primeira-ministra da Islândia, Jóhanna Sigurðardóttir, o ter feito em 2009.